# Volley Lube
Associazione Sportiva Volley Lube ist ein Volleyballverein aus der Provinz Macerata (Region Marken), der in der ersten italienischen Liga und in der Champions League spielt.

## Nationale Liga und Pokal
Elf Jahre nach seiner Gründung gewann der Verein 2001 im Pokalwettbewerb seinen ersten Titel. 2003 wiederholte Volley Lube diesen Erfolg. In der Saison 2005/06 wurde Lube zum ersten Mal italienischer Meister und gewann zusätzlich den Supercup. 2012, 2014 und 2017 wurde Lube erneut italienischer Meister.

## Europapokal
Der Champions-League-Sieger von 2002, der in der Saison 2005/06 zum dritten Mal den CEV-Pokal gewann, spielt in der Saison 2006/07 erneut in der Champions League. In Gruppe C treffen die Italiener auf den österreichischen Vertreter Aon hotVolleys Wien sowie Lewski Sofia (Bulgarien), SKRA Belchatow (Polen), Knack Randstad Roeselare (Belgien) und Olympiakos Piräus (Griechenland). Jede Mannschaft bestreitet je fünf Heim- und fünf Auswärtsspiele.
2011 gewann Volley Lube den Challenge Cup.

## Ehemalige Mannschaftsnamen
- 1990–1994: Lube Carima Treia
- 1994–1995: Lube Carima Macerata
- 1995–2012: Lube Banca Marche Macerata
- 2012–2014: Cucine Lube Banca Marche Macerata
- 2014–2015: Cucine Lube Banca Marche Treia
- 2015–2016: Cucine Lube Banca Marche Civitanova
- seit 2016: Cucine Lube Civitanova